# Thomas A. Boyd
Thomas Alexander Boyd (* 25. Juni 1830 bei Bedford, Adams County, Pennsylvania; † 28. Mai 1897 in Lewistown, Illinois) war ein US-amerikanischer Politiker. Zwischen 1877 und 1881 vertrat er den Bundesstaat Illinois im US-Repräsentantenhaus.

## Werdegang
Thomas Boyd besuchte die öffentlichen Schulen seiner Heimat. Im Jahr 1848 absolvierte er das Marshall College in Mercersburg. Nach einem anschließenden Jurastudium in Chambersburg und seiner Zulassung als Rechtsanwalt begann er in Bedford in diesem Beruf zu arbeiten. Im Jahr 1856 verlegte er seinen Wohnsitz und seine Anwaltskanzlei nach Lewistown in Illinois. Während des Bürgerkrieges diente er als Hauptmann in einem Infanterieregiment aus Illinois, das zum Heer der Union gehörte. Nach dem Krieg schlug er als Mitglied der Republikanischen Partei eine politische Laufbahn ein. Von 1866 bis 1877 saß er im Senat von Illinois.
Bei den Kongresswahlen des Jahres 1876 wurde Boyd im neunten Wahlbezirk seines Staates in das US-Repräsentantenhaus in Washington, D.C. gewählt, wo er am 4. März 1877 die Nachfolge von Richard H. Whiting antrat. Nach einer Wiederwahl konnte er bis zum 3. März 1881 zwei Legislaturperioden im Kongress absolvieren. Im Jahr 1880 verzichtete er auf eine weitere Kandidatur.
Nach dem Ende seiner Zeit im US-Repräsentantenhaus praktizierte Thomas Boyd wieder als Anwalt. Er starb am 28. Mai 1897 in Lewistown, wo er auch beigesetzt wurde.